# Александър Булатович
Александър Ксавериевич Булатович (монашеско име Антоний) (на руски: Александр Ксаверьевич Булатович) е руски учен и религиозен деятел, изследовател на Етиопия, лидер на догматичното движение „имяславие“ в Руската православна църква.

## Ранни години (1870 – 1896)
Роден е на 26 септември (8 октомври) 1870 г. в град Орел, Русия, в потомствено дворянско семейство. През 1884 г. семейството се премества в Санкт Петербург и от 1884 до 1891 г. Александър учи в Александровския лицей, който завършва с отличие. След дипломирането си постъпва на държавна служба с чин титулярен съветник в имперската канцелария, но същата година напуска и на 28 май 1891 г. постъпва в армията като доброволец в лейбгвардейския хусарски полк. На 16 август 1892 получава първия си офицерски чин – корнет.

## Пребиваване в Етиопия (1896 – 1899)
През 1896 г. Булатович се включва в мисията на руския Червен кръст, отправена в Етиопия за оказване на помощ на ранените в Италианско-етиопската война и медицинско обслужване на населението. Скоро след пристигането си в Адис Абеба получава разрешение и се заема с изследването на западните райони на страната. Той предприема три продължителни пътувания във вътрешността на страната, като много от събраните резултати влизат в публикуваната през 1897 г. книга „От Энтото до реки Баро“.
Първото му пътешествие из Етиопия е по същество ориентиране в сложната хидрографска мрежа на притоците на река Собат и реките, не влизащи в басейна на Нил. Тогава той все още не може да намери правилните отговори на интересуващите го въпроси, макар и да изследва значителни участъци от реките Баро, Омо и Аваш и някои южни притоци на Сини Нил. Определя астрономически координатите на редица пунктове, прави височинни измервания, климатични и ботанически наблюдения.
От септември 1897 до юли 1898 г. съпровожда етиопската армия в походите ѝ, като извършва маршрутни снимки на близо 8000 км в областта Кафа. Точно установява, картира и дава подробно описание на цялото течение на река Омо и доказва, че се влива в езерото Туркана (Рудолф). Окончателно определя изворите на река Собат и ги картира. В хода на своите пътувания открива планински хребет, простиращ се на стотици километри от север на юг, на запад от река Омо, като фиксира редица върхове и планински долини. Всичко това му позволява да уточни много сложната орографска схема на вододелите между басейните на Сини Нил, Собат, Аваш и Омо. На базата на събраните материали през 1900 г. в Санкт Петербург излиза от печат книгата му „С войсками Менелика II“.
Булатович става първия европеец, който пресича областта Кафа във всички направления. Това му позволява да направи географска характеристика на цялата област, основана на лични наблюдения и съпроводена с оригинални карти. През втората половина на 1898 г. пътешества по западните покрайнини на Етиопия, където определя координатите на над 80 пункта в басейните на южните притоци на Сини Нил, даващи основа за изработването на съвременна достоверна карта на тези труднодостъпни територии. През цялата 1899 г. се занимава главно с военно-дипломатически дейности.
В Русия мисията му е високо оценена, награден е със сребърен медал от Руското географско дружество и му е присвоено звание поручик.

## Следващи години (1900 – 1919)
На 23 юни 1900 г. по личното указание на Николай II Булатович е изпратен в Порт Артур в разпореждане на командващия руските войски в Квантунска област. Участва в потушаването на Ихетуанското въстание.
На 8 юни 1901 г. се завръща в своя хусарски полк и след месец е назначен за командир на 5-и ескадрон. На 14 април 1902 е произведен в ротмистър и завършва ускорения курс на Павловското военно училище. На 27 януари 1903 се уволнява от армията по „семейни причини“.

### Монашеска дейност (1903 – 1919)
Същата година се подстригва и става монах под името Антоний в руския манастир „Свети Пантелеймон“ в Света гора, Гърция. През 1911 г. отново посещава Етиопия, където се опитва неуспешно да основе руски православен манастир. През 1907 след прочитането на книгата на йеромонах Иларион „На горах Кавказа“ основава и става лидер на отцепническо движение „имяславие“. Движението е обявено за еретично и е официално разформировано от Руската православна църква. През 1913 г. руски експедиционен корпус атакува и превзема манастира „Свети Пантелеймон“ и Булатович, заедно с други монаси, са отведени в Русия. Там той продължава борбата си за признаване на „имяславието“. Издава няколко богословски книги, доказващи неговата правота, среща се с император Николай II, и в крайна сметка съумява да обезпечи оправдание за себе си и своите другари по вяра. Църквата му позволява да се върне в лоното на Руската православна църква без покаяние.
На 28 август 1914 г. монах Антоний получава разрешение и постъпва отново в армията, но този път като армейски свещеник. Той не само служи литургии сред войниците, но в много случаи повежда войниците в атака, за което е награден с кръст за храброст и Георгиевска лента. По време на Гражданската война в Русия е убит в нощта на 5 срещу 6 декември 1919 г. Погребан е в село Луциковка, Белополски район на Сумска област, Украйна. На 23 август 2009 г. на гроба му е поставен и осветен гранитен кръст.